# Manfred Cassirer
Manfred Cassirer (ngày 12 tháng 7 năm 1920 – ngày 18 tháng 12 năm 2003) là nhà Ai Cập học, nhà nghiên cứu UFO và nhà cận tâm lý học người Anh.
Cassirer chào đời tại thủ đô Berlin nước Đức. Vốn là dân lai Do Thái, ông chuyển đến Paris ở chung với một người họ hàng lúc còn nhỏ. Từ thời trẻ ông đã mắc chứng xáo trộn tâm lý. Về sau ông đặt chân đến Oxford học môn thần học. Ông tốt nghiệp lấy bằng chuyên ngành Ai Cập học và theo học tại Trường Đại học St Peter's, Oxford.
Cassirer còn là thành viên của Hội Nghiên cứu Tâm linh (Society for Psychical Research) mà ông từng tham gia vào năm 1975.

## Ấn phẩm
- Parapsychology and the UFO (1988)
- The Persecution of Mr Tony Elms: The Bromley Poltergeist (1993)
- Dimensions of Enchantment: The Mystery of UFO Abductions (1994)
- Close Encounters and Aliens (1994)
- Medium on Trial: The Story of Helen Duncan (1997)
- The Hidden Powers of Nature (2001)
- Miracles of the Bible (2003)